# Justicia multicaulis
Justicia multicaulis är en akantusväxtart som beskrevs av Donn. Smith. Justicia multicaulis ingår i släktet Justicia och familjen akantusväxter. Inga underarter finns listade i Catalogue of Life.